# Германизмы
Германизмы — слова или обороты речи, построенные (составленные) по образцу немецкого языка, один из видов варваризмов. В. И. Даль приводит примеры таких выражений: «Я не имею времени, мне не время, у меня нет времени; имею честь быть».
Иногда термин «германизм» понимают просто как заимствование из немецкого или одного из германских языков.

## Исторические данные

### Славяно-германские контакты
Контактировали ли праславяне непосредственно с прагерманцами, является спорным вопросом. Период взаимодействия праславян с прагерманцами В. В. Мартынов, придерживавшийся автохтонной (Висло-Одерской) гипотезы славянской прародины, датирует V—III вв. до н. э. и локализует это взаимодействие в бассейне Одры. Напротив, С. Пронк-Тьетхофф, автохтонную гипотезу критикующая, полагает, что раньше эпохи миграции готов славяне не могли оказаться в контакте с германцами.
С готами славяне контактировали с середины III века, после миграции готов, по IV век, когда их государство распалось. Взаимодействие с западногерманскими племенами связано с миграциями славян в Центральную Европу и продолжалось вплоть до распада праславянского языка.
Германские заимствования относятся преимущественно к сферам политики (цесарь, король, князь, витязь, крамола), военного дела (полк, броня, шлем, вал, воевода — калька с др.-в.-нем. heri-zogo). Заимствован ряд терминов, связанных с торговлей: названия монет (стлязь, пенязь, цята), мыто, глагол купить, слово скот (первоначальное значение «деньги, богатство»). Названия предметов обихода (котёл, блюдо, доска в первоначальном значении «стол», миска), домашних животных и растений (осёл, лук, персик, редька), которые в самих германских языках в основном латинского происхождения, говорят о том, что тип культуры, называемый «провинциально-римским» (именно к такому типу относится пражская культура) был воспринят славянами через германское посредство.
Очевидно, через германцев славяне впервые познакомились с христианством, отсюда такие слова как церковь, крест(ить), поп, поганый «язычник», пост (воздержание), милосердный (калька с гот. armahairts или др.-в.-нем. armherz (возможна также калька с лат. misericordia)).
В «Этимологическом словаре славянских языков» отвергнут ряд старых германских этимологий (*čędo «ребёнок», *duma, *grędeľь «дышло плуга», *glazъ «скала», *xula «хула», *korpъ «карп», *mora «призрак»).
Некоторые германизмы иногда рассматриваются как праславянские, но в связи с тем, что они фиксируются только в одной ветви славянских языков, их можно считать поздними: *bordy «боевой топор», *smoky «смоковница», *škoda «ущерб», *želsti «возмещать, компенсировать».
Германизмам в праславянском посвящены следующие монографии и статьи: «Старите германски елементи в славянските езици» (1908) С. Младенова, «Slavisch-germanische Lehnwortkunde: eine Studie über die ältesten germanischen Lehnwörter im Slavischen in sprach- und kulturgeschichtlicher Beleuchtung» (1927) А. Стендер-Петерсена, «Die gemeinslavischen Lehnwörter aus dem Germanischen» (1934) В. Кипарского, «Славяно-германское лексическое взаимодействие древнейшей поры» (1963) В. В. Мартынова, «Germanische Lehnwörter im Urslavischen: Methodologisches zu ihrer Identifizierung» (1990) Г. Хольцера, частично «The origins of the Slavs: a linguist’s view» (1991) З. Голомба и «The Germanic loanwords in Proto-Slavic» (2013) С. Пронк-Тьетхофф.
В 1910 году российский славист А. И. Соболевский предпринял попытку датировки третьей палатализации, опираясь на данные германских заимствований. Он предположил, что германизмы *scьlędzь и *pěnędzь, в которых осуществился данный процесс, попали в праславянский не ранее I в. н. э. (поскольку именно к тому времени, по мнению Соболевского, германцы познакомились с римскими монетами), следовательно, это terminus a quo для данного процесса. Однако впоследствии такая хронологизация славяно-германских контактов подверглась критике.

### XIII—XIV века
Заимствования, совершенные русским языком из немецкого, по наиболее ранней фиксации иноязычной лексики в письменных памятниках: пискупъ (католический епископ) — Смоленская грамота 1229 г.; провстъ (нем Probst — высшее церковное звание) — там же; фоготъ (нем. Vogt — судья) — там же; мастеръ (в значении глава рыцарского ордена — латинск. magister) — Смоленская грамота после 1230 г. (заметим, что это же слово в значении опытный работник появляется ещё в «Ипатьевской летописи» под 1161 г., а также засвидетельствовано в грамотах XIV века).
К середине XIII относятся и следующие заимствования: рат(ь)манъ (член совета города Риги) — Полоцкая грамота 1264 г.; рыторъ (рыцарь) — «Новгородская летопись» под 1242 г.; шпильманъ (актёр, плясун) — «Рязанская кормчая» 1284 г.; скорлатъ или скарлатъ (название дорогой ткани) — Грамота Владислава 1288 г.; Грамота Рижская 1300 г.; герцикъ или герьцюк (герцог) — «Ипатьевская летопись» под 1235 и 1258 гг.
В XIV веке зафиксированы такие заимствования из немецкого: бархатъ — «Путевые записки Игнатия», 1392 г.; шида (шелковая ткань, нем. Seide) — там же; буркгимистор — Грамота Витебская 1399 г., грошъ — Галичская грамота 1351 г.; кгвалтъ (насилие) — Грамота Витовта 1388 г.; фальшивый (поддельный) — там же; фунтъ (мера веса) — там же. В XV в. — бунтъ (нем. Bund — союз), балка (бревно); мушкатовый (цвет) — «Привилей месту Менскому», 1499 г.

### Вторая половина XVII века
Вместе со словами и выражениями исконно русскими в памятники XVII века проникает немало слов иноязычного происхождения. Так например, в 1647 году вышел перевод книги немецкого автора Вальгаузена под заглавием «Учение и хитрость ратного строения пехотных людей». В переводе отмечаются многие военные термины иноязычного происхождения, преимущественно заимствованные из немецкого языка: шанцы, солдат, капитан и так далее.
В XVII же веке появляются такие слова, как лагерь (до этого в том же значении употреблялось слово стан), профос (каптенармус; впоследствии переосмыслилось в результате «народной» этимологии и преобразовалось в прохвост).
Одними из первых исторически достоверными сведениями об использовании германизмов в русском языке стали пьесы «Артаксерксово действо» и «Комедия из книги Иудифь» («Олоферново действо»), поставленные в 1672—1673 годах немецким церковным и общественным деятелем Иоганном Готфридом Грегори (1631—1675). Переехав в Россию и став пастором церкви, он основал домашний театр, а позже по приказу царя Алексея Михайловича стал давать представления при дворе. Хотя его пьесы изобиловали полонизмами, украинизмами и германизмами, они имели огромный успех, поскольку ничего подобного никто в Москве ещё не видел.

### Первая четверть XVIII века. (Петровская эпоха)
Лексика русского литературного языка в течение первой четверти XVIII века обогащается преимущественно за счёт заимствования слов из западноевропейских языков: немецкого, голландского, французского. Наряду с этим лексика продолжает пополняться и из латинского языка. Посредничество польского языка практически сошло на нет. Словарные заимствования пополняются путём:
- Во-первых, переводов с тех или иных языков книг научного или этикетного содержания.
- Во-вторых, проникновения иноязычных слов в русскую лексику из речи специалистов-иностранцев — офицеров, инженеров или мастеров, служивших на русской службе и плохо знавших русский язык.
- В-третьих, привнесения в русский язык иноязычных слов и речений русскими людьми, посылавшимися по почину Петра I за границу и нередко в течение долгих лет там учившимися и работавшими.

Первой из книг, напечатанных гражданским шрифтом, была книга по геометрии, созданная по немецкому оригиналу. Труд переводчиков обогатил и пополнил русский язык ранее недостававшей ему специальной лексикой.
Для решительных реформ в вооружённых силах и администрации были приняты на работу экономические и административные специалисты из Германии. В 1716 году Петр приказал административным служащим учить немецкий язык:
«в январе 1716 года велено послать в Кенигсберг человек 30 или 40 молодых подьячих для научения немецкому языку, дабы удобнее в коллегиум были». В некоторых областях ремесленного промысла преобладали немцы; к концу XVIII века в Санкт-Петербурге работало тридцать немецких и только три российских часовщика. Русский язык заимствовал много слов из немецкого языка в военной области, например Schlagbaum шлагбаум и Marschroute маршрут, также такие выражения как Rucksack, рюкзак, Maßstab масштаб, Strafe штраф (в немецком «наказание», в русском языке в значении «взыскание»), и Zifferblatt циферблат.
Петр I сам живо интересовался деятельностью переводчиков, иногда специально поручал переводить иностранные книги своим приближённым. Так, И. Н. Зотову был поручен перевод книги по фортификации с немецкого языка.
Из речи инженеров и мастеров-иностранцев могла проникнуть в русский язык лексика столярного, слесарного, сапожного производства. Такие слова, как стамеска, шерхебель, дрель и др., заимствованы изустным путём из немецкого языка. Оттуда же пришли в русский язык и слесарные термины: верстак, винт, кран, клапан — и само слово слесарь. Из немецкого же заимствуются слова, характерные для сапожного дела: дратва, рашпиль, вакса, клейстер и мн. др.
Военная лексика, значительно пополнившаяся в Петровскую эпоху, заимствуется главным образом из немецкого, частично из французского языков. Немецкого происхождения слова юнкер, вахта, ефрейтор, генералитет, лозунг, цейхгауз, гауптвахта, штурм и др.
На почве увлечения варваризмами развиваются новые формы «европейской» фразеологии. Например: на голову побить неприятеля — aufs Haupt schlagen; выиграть битву, баталию — dem Feind eine Schlacht abgewinnen; паки пришел к себя — er ist wieder zu sich gekommen и др. под. Новые фразовые комбинации возникают также вследствие растущего пристрастия к иностранным словам, которыми заменяются привычные русские: Я не получил на оное антвортен.

### Середина XVIII века. Значение трудов М. В. Ломоносова
Михаил Васильевич Ломоносов, учившийся в Марбурге и Фрайберге, считается основателем российской науки горной промышленности, минералогии и геологии. В своих письмах о горной промышленности и металлургии он использует немецкие названия металлов и полезных ископаемых: Wismut (Bismut) «висмут», Wolfram «вольфрам», Gneis «гнейс», Quarz «кварц», Pottasche «поташ», Zink «цинк», Spat «шпат» и Steiger «штейгер». Также выражения, как геолог (Geologist), глетчер (Gletscher), металлургия (Metallurgie), никель (Nickel), шихта (Schicht, Смесь материалов (руда, флюсы, кокс, уголь и т. п.), взятых в определённой пропорции, загружаемая в плавильные печи для переработки) и шлиф (Schliff, тонкая пластинка горной породы, минерала, подготовленная шлифованием для микроскопического исследования) попадают в эту категорию.
Синтаксис литературного языка XVIII в. ориентировался на немецкий или латинский, то есть сложные предложения с причастными оборотами строились по образцу названных языков. Язык прозаических произведений Ломоносова в этом отношении не представлял исключения. В них преобладали громоздкие периоды, причем глаголы-сказуемые в предложениях, как правило, занимали последнее место. Равным образом и в причастных или деепричастных оборотах аналогичное место принадлежало причастным или деепричастным формам. Немецкий тип синтаксиса: «Благополучна Россия, что единым языком едину веру исповедует, и единою благочестивейшею самодержицею управляется, великий в ней пример к утверждению в православии видит»
.

### Последняя треть XVIII века
В языке произведения Радищева «Путешествия из Петербурга в Москву» отмечаются германизмы в структуре предложений, например: «намерение мое при сем было то, чтобы сделать его чистосердечным» («Спасская полесть») или «излишне казалось бы, при возникшем столь уже давно духе любомудрия, изыскать или поновлять доводы о существенном человеке, а потому и граждан равенстве» («Хотилов»). Неологизмы Радищева признаются созданными по образцу немецких сложных слов. Например: самонедоверие, самоодобрение, времяточие, глазоврачеватель, чиносостояние и т. п.
.
Немецкая культурная традиция в XVIII веке могла выполнять роль актуального посредника в русско-французских контактах: немцы подражали французам, и это подражание становилось образцом для русских носителей культуры. Множество галлицизмов были усвоены русским языком именно посредством немецкого. Увлечение русского дворянского общества во второй половины XVIII в. всем французским может рассматриваться как отражение языковой ситуации при немецких дворах: французско-русские макаронизмы русских дворян очень близко соответствуют французско-немецким макаронизмам немецкого языка «эпохи модников» (a la mode-Zeit). Таким образом, субъективная направленность на французский язык и
французскую культуру могла фактически приводить к заимствованию немецкой культурно-языковой ситуации.
Пуристическое словотворчество в конце XVIII веке имеет вполне очевидные немецкие корни. Так, в «Кошельке» Н. И. Новикова 1774 году обсуждается возможность «с крайнею только осторожности» употреблять иностранные речения, а вместо этого «отыскивать коренные слова российские и сочинять вновь у нас не имевшихся, по примеру немцев».
Иногда неологизмы, создаваемые русскими архаистами, находят прямое соответствие в соответствующих немецких неологизмах и могут рассматриваться как кальки с последних. Так, например, слово кругозор, которое призвано заменить европеизм горизонт, представляет собой кальку с нем. Rundschau.
Так как пуристическое словотворчество связано с западноевропейским влиянием, оно объединяет Шишкова и Карамзина. В ряде случаев создаваемые Карамзиным слова калькируют немецкие неологизмы: так, например, слово законоведение представляет собой кальку с нем. Gesetzeskunde и т. п. Вместе с тем, если для Шишкова создание неологизмов мотивируется поисками собственно славянских средств выражения, то для Карамзина оно оправдывается ссылкой на немецкую языковую ситуацию.

### XIX век
Большое значение для формирования публицистического языка имела работа над философской терминологией в кругах русской интеллигенции, увлекавшейся философией Шеллинга и Гегеля (ср. возникновение в 20- 40-х годах таких слов и терминов, представляющих собою кальки соответствующих немецких выражений: образование — Bildung, проявление — Erscheinung, односторонний — einseitig, мировоззрение (миросозерцание) — Weltanschauung, целостность — Ganzheit, последовательный — folgerichtig, последовательность — Folgerichtigkeit, обособление — Absonderung , целесообразный — zweckmäßig, призвание — Beruf, исключительный — ausschließlich и др. Среди этих образований значительное место принадлежит сложным словам с начальной частью само- (нем. Selbst-): саморазвитие — Selbstentwicklung, самоопределение — Selbstbestimmung, самосознание — Selbstbewusstsein, а также словам бессилие — Ohnmacht, очевидный — augensichtlich и др.).
Интерес к общественно-политическим и социально-экономическим наукам проявляется в широком развитии и распространении соответствующего круга понятий, выражений и терминов: пролетариат, гуманность, пауперизм, действительность (вместо прежнего слова существенность) и др.
В критических статьях Белинского с терминами философскими, образованными по немецким моделям, соседствуют и сочетаются слова и выражения, относящиеся к социально-экономическим или общественно-политическим отраслям знания, эти слова тоже восходят к немецким, частично к французским заимствованиям. Например, из письма к Гоголю: «…Россия видит своё спасение не в мистицизме, не в аскетизме, не в пиэтизме, а в успехах цивилизации, просвещения, гуманности… Поборник обскурантизма и мракобесия, …Вы стоите над бездною…».

### 1917—1926
В революционный период (1917—1926) иноязычное влияние отразилось и на образовании некоторых слов из русских основ, на изменении значения русских слов и на возникновение некоторых словесных сочетаний.
1. Образование сложных слов, составленных из двух имен, из которых первое представляет форму именительного падежа единственного числа в полном или сокращённом виде. — Волховстрой, Невастрой, пионер-движение, пионеротряд, детдвижение, дензнак, культшефство, партзанятия, партработник, политграмота, политкружок, политэкономия, просветработа, спецставка, тверодежда, прозодежда («производственная одежда»), цехбюро, экономкомиссия,экономработа и многие другие. На этих образованиях отразилось влияние немецкого языка, его принципа образования сложных имен. По-немецки: Pionnierbewegung — «Пионерское движение» , Geldkasse — «денежная касса»…
2. Образования с сверх, — соответствующие немецким образованиям с über- или ober-. Напр.: сверх-левый коммунист (Лен. XV, стр. 187), сверх-левый с.-р. (Л е н. XV, стр. 182), большинство партии обвиняется сверх-развязным оппозиционером в том, что…> («Пр.» № 295. 1925). Его громадная инертность исходит прежде всего от явно излишнего сверхцентрализма («Пр.» № 141. 1926). Сверхглупость, проявленная эмиграцией («Изв.» № 7. 1926). Бывают сочетания и с обер-: обер-предатель Макдональд заявил… («Пр.» № 109. 1926). Ср. немецкие образования: Ueberbildung, Uebermensch, Oberamt, Oberarzt, Oberlehrer и пр.
3. Сочетания с от, соответствующим немецкому von. Эти сочетания с от указывают не на пункт отправления, a на свойство предмета, на его отношение к другому предмету. Ein Mensch von Verstand, ein Arbeiter von Erde и т. п.—Спецы от литературы («Изв.» № 214. 1922). Лиходеи от оппортунизма («Пр.» № 100. 1926). Ренегаты от коммунизма («Изв.» № 273. 1925). Рабочий от станка. Большевистские либералы от литературы («На посту» № 4—12). Сейфуллина—вся от революции, от современности (там же, 191). Он — «доктор от библиотеки» (Митницкий. Политработник). Немецкого(немецко-французского)происхождения были прежние названия: «генералы от кавалерии», «генералы от инфантерии» (с конца XVIII в.)
4. Сочетание «в общем и целом» — в соответствии немецкому— «im Großen und Ganzen». — Разнообразие деталей и комбинаций… сводится, в общем и целом, именно к тому или иному из этих двух исходов (Л е н., VI, стр. 334). В общем и целом это была величайшая историческая задача (Лен. XV, стр. 237).
5. Сочетание «целиком и полностью» или «полностью и целиком» (реже)—в соответствии немецкому «ganz und voll» («voll und ganz»), «ganz und gar».— Нет ни одной меры, облегчающей их работу, которая бы целиком и полностью не была поддержана советской властью (Лен., XV, стр. 85). Мы читали резолюцию съезда и мы заявляем, что мы за неё целиком и полностью («Пр.»№ 297. 1925). Модификация:—Мы должны воспользоваться буржуазной культурой полностью и до конца («Изв.» № 255. 1925). Все решения съезда мы до конца и полностью выполним («Пр.» № 2. 1926).
6. «Сегодняшний день» — нем. «der heutige Tag». — Указание сегодняшнего дня (Каменев. 1911. Маркс, 25). Лозунг сегодняшнего дня (Лен., 1922. Такт., стр. 532).
7. «Пара» в значении «несколько»,—в соответствии немецкому «ein Рааr»; ein Paar Jahre—"несколько лет", ein Paar Monate—"несколько месяцев" и др. Может быть, распространению сочетаний с «пара» благоприятствовало польское посредство: в польском языке (под немецким влиянием) в обычном употреблении сочетания с parа в значении «несколько»: para godzin — «несколько часов». Мы задерживали в течение пары лет приток в партию крестьян (Зиновьев. «Изв.», Л 274. 1924).Необходимо сделать пару замечаний («Изв.» № 100. 1925). Во французской палате депутатов пару дней тому назад обсуждался доклад по законопроекту… («Изв.» № 288. 1924). Сравн. считавшееся «одесским» выражение «пара пустяков», употреблявшееся раньше в ироническом значении, иногда с добавлением: «как говорят в Одессе». Теперь это выражение говорится и без иронии, в значении—"пустое", «пустяки», «дело легкое».
8. Конструкции с «ибо» в начале фразы—соответствие немецким сочетаниям с «denn», что переводилось раньше посредством «ведь»… Впрочем возможно, что такие конструкции возникли не прямо под немецким влиянием, а через польское посредство: в польском языке такие конструкции начинаются с bо (вм. ibo), bowiem, boe. Во ska, d ten przyktad? —"Ведь (Ибо) откуда этот пример?"—Ибо в чём корень зла? Этот орган называется «Ленинградской Правдой». Ибо что такое состряпанный недавно в Ленинграде термин «середняцкий большевизм» («Пр.» № 2. 1926) и др.
9. Значение сочетания: «я хочу свистеть на это». Это — перевод немецкого: ich will darauf pfeifen (Матоп, стр. 53). Соответствует вульгарному «мне на это наплевать»[25].
10. В первое десятилетие после социалистической революции количество заимствуемой лексики продолжает оставаться незначительным. Крысин Л. В., исследовав язык русской литературы 20-х годов, в числе новых заимствований приводит наименования, пришедшие, в частности, из немецкого языка — «концерн», «оккупант»[26].

### 1941—1945 (Великая Отечественная война)
Знаменитая немецкая тактика окружений, когда железными тисками зажимались многотысячные армии, породила новое слово «окруженец», то есть человек, попавший или побывавший в окружении:
…в лесах много окруженцев, недавно пробилась целая часть… (Эренбурr, Буря, 324).
Окружение же — Еinkesselung, Kessel по-немецки — дало и русскую кальку:
«Котёл» в районе города Скала. (Известия, 3 апр. 1944).
Вторым каналом был тыл, где в язык населения занятых немцами областей входили некоторые слова административно-оккупационного лексикона: зондерфюрер, арбайтсамт, фельдкомендатура, полицай, фольксдойче, рейхскомиссар, генералкомиссар, гебитскомиссар, ландкомиссар (не говоря уже о соответствующих комиссариатах, возглавляемых ими) и название неизбежного спутника указанных должностных лиц «дольметчер», а ещё чаще «дольметчерка» вместо «переводчик», «переводчица».
Вообще характерной особенностью военных лет является использование в разговорной речи, публицистике и некоторых других письменных стилях немецких лексических единиц для обозначения видов боевой техники, организаций служб, должностей в гитлеровской армии, частей немецкого стратегического плана: мессершмитт, фаустпатрон, фердинанд, фокке-вульф, юнкерс, абвер, вервольф, гестапо, капо, гауптман, группенфюрер,оберштурфюрер, фюрер, блицкриг и прочие. Также распространены в устном общении и стилях газеты наименования солдат и офицеров немецкой армии фрицы, гансы, часто использующиеся в речи немцев, а в русском окружении несущие особую семантическую и стилистическую нагрузку слова типа Фердинанд и капут. В годы войны все эти обозначения использовались большей частью в качестве экзотизмов. В активном словарном запасе остаются единичные образования, например заимствованное немецким языком из французского слово ас в значении «отличающийся высоким мастерством военный лётчик», или такие военные термины, как фаустпатрон.

## Лингвистические области
| Геология, Горное дело | Геология, Горное дело | Медицина    | Медицина | Породы собак   | Породы собак    | Шахматы      | Шахматы      | Экономика   | Экономика  |
| --------------------- | --------------------- | ----------- | -------- | -------------- | --------------- | ------------ | ------------ | ----------- | ---------- |
| абзетцер              | Absetzer              | бикс        | Büchse   | брусбарт       | Brustbart       | блиц         | Blitz        | бухгалтер   | Buchhalter |
| аншлиф                | Anschliff             | бинт        | Binde    | дратхаар       | Drahthaar       | гроссмейстер | Grossmeister | вексель     | Wechsel    |
| гнейс                 | Gneiss                | капа        | Kappe    | зенненхунд     | Sennenhund      | миттельшпиль | Mittelspiel  | гешефт      | Geschäft   |
| горст                 | Horst                 | кламмер     | Klammer  | курцхаар       | Kurzhaar        | цейтнот      | Zeitnot      | гроссбух    | Grossbuch  |
| грабен                | Graben                | пустер      | Puster   | лангхаар       | Langhaar        | цугцванг     | Zugzwang     | грюндерство | Gründertum |
| грейзен               | Greisen               | спринцевать | spritzen | миттельшнауцер | Mittelschnauzer | эндшпиль     | Endspiel     | декорт      | Dekort     |
| зандр                 | Sander                | триппер     | Tripper  | мопс           | Mops            |              |              | крах        | Krach      |
| зицорт                | Sitzort               | флюс        | Fluss    | пудель         | Pudel           |              |              | маклер      | Makler     |
| зумпф                 | Sumpf                 | шина        | Schiene  | ризеншнауцер   | Riesenschnauzer |              |              | паушальный  | pauschal   |
| квершлаг              | Querschlag            | шпатель     | Spatel   | цвергшнауцер   | Zwergschnauzer  |              |              | фрахт       | Fracht     |
| маркшейдерия          | Markscheiderei        | шприц       | Spritze  | такса          | Dachshund       |              |              | штандорт    | Standort   |
| нерунги               | Nehrung               | штопфер     | Stopfer  | шпиц           | Spitz           |              |              | штафель     | Stafel     |

Также заимствован Strichkode штрихкод. Шрам — происходит от немецкого слова Schramme (царапина, шрам). штольня (Stollen) — проход. шпагат (Spagat), шпинат (Spinat) и шпион (Spion). Слово шайба происходит от нем. Scheibe — диск, круг. Интересно также слово шланг, произошедшее от немецкого слова Schlange (змея). Слово штепсель происходит от немецкого слова Stöpsel (штепсель).
Немецкая культура (или понятия, которые были сначала известны в контексте немецкого языка): 
- Французский язык: le waldsterben (от немецкого Waldsterben «Падение леса»)[32].
- Английский язык: gemuetlichkeit[33]., wanderlust или schadenfreude[34]

## Примеры из других языков

### Албанский
В албанском языке присутствует ряд заимствованных немецких слов, привнесённых в него вернувшимися рабочими-мигрантами из Германии. Например, Kruegl — «пивная кружка» — заимствовано от австрийского диалектного Kruegel. Немецкое слово Schalter было заимствовано в обоих значениях («касса» и «(электрический) выключатель»), как албанский shalter.

### Английский
Самое известное немецкое слово в английском языке — kindergarten, «детский сад». 
Американские студенты часто используют выражение «foosball» (в немецком — Fußball) для настольного футбола, который в Германии, однако, обозначается английским выражением «Kicker».
Для мобильных телефонов в немецком используют псевдоанглицизм Handy, который постепенно утверждается на восточном побережье Соединённых Штатов в качестве названия мобильных телефонов. Английские словари сленга начали вносить «Handy» в значении «мобильный телефон».
Если кто-то чихает, можно сказать «[God] bless you» ([Бог] благословляет Вас). Так как многие люди не хотят использовать выражение благословения вне религиозного контекста, то вместо этого широко используется немецкое выражение «gesundheit» (Ваше здоровье). В немецком языке Gesundheit означает «здоровье», но также используется как ответ на чьё-то чихание.
В Краткий Оксфордский словарь английского языка внесено немецкое слово «verboten», определённое как «запрещённое властью».

### Арабский
В начале XX века немецкие режиссёры участвовали в создании египетского кино и обычно заканчивали свою работу со словом fertig (сделанный) .Местный персонал сохранил это слово в форме ferkish и скоро начал использовать это в другом контексте. Таким образом, ferkish имеет ещё значение «готово».
В связи с футбольным Кубком мира в Германии немецкую команду называют farik el Mannschaft — «с командой Германии», где farik — арабское выражение («команда») с артиклем el. Когда на Кубке мира в 2006 году по футболу немецкая команда проиграла итальянской, появилось выражение «el Mannschaft khessret!» («Mannschaft проиграл!»).
В Судане немецкое Kollege («коллега») приобрело очень необычное значение. Там это означает солому, которая связана в пучок для сушки. Причина такого изменения заключена в том, что коллеги коллег воспринимают как находящихся рядом друг с другом.-->

### Африкаанс
В Африкаансе существует разговорное выражение этнических немцев — aberjetze, от немецкого aber jetzt! («ну давай!»), возникло, возможно, из-за частого использования этой фразы немецкими фермерами или надзирателями при уговоре рабочих.

### Басса
В племенном языке Камеруна слово «вокзал» — banop (от немецкого Bahnhof) как напоминание о немцах, строивших первую железную дорогу в их прежней колонии.

### Белорусский
В словарном составе белорусского языка среди заимствованной лексики значительное место занимают германизмы. Выделяются три основных разряда слов германского происхождения: слова, заимствованные ещё в общеславянскую эпоху и распространённые в большинстве славянских языков; слова, проникшие в белорусский язык в эпоху белорусской народности (XIV—XVIII века); интернациональные слова и научно-технические термины, появившиеся в белорусском языке в новейшее время. Из перечисленных разрядов германизмы второго типа составляют определённую специфику лексики белорусского языка, поскольку они не употребляются во многих других славянских языках.
Абсталяваць (оборудовать), абцас (каблук), абцугі (клещи), абшар (пространство), ахвяра (жертва), бавоўна (хлопок), бровар (винокурня), брук (булыжная мостовая), будаваць (строить), бурштын (янтарь), вага (вес), вандраваць (путешествовать), варта (охрана), варты (стоящий), варунак (обстоятельство), віншаваць (поздравлять), ганак (крыльцо), гандаль (торговля), гарбар (кожевник), гарт (закалка), гатунак (сорт), гафт (вышивка), гвалт (насилие), гіцаль (сорванец), грабар (землекоп), дах (крыша), дзякаваць (благодарить), дрот (проволока), друк (печать), жабрак (нищий), жарт (шутка), зэдаль (скамейка), кіраваць (управлять), кірмаш (базар), клямка (скоба), каштаваць (стоить), крама (магазин), крэйда (мел), кухар (повар), кушнер (скорняк), ланцуг (цепь), лейцы (вожжи), лёс (судьба), літаваць (паять), ліхтар (фонарь), малпа (обезьяна), меркаваць (полагать), муляр (каменщик), мусіць (быть должным), накшталт (наподобие), нырка (почка), панчоха (чулок), паркан (забор), прас (утюг), пудла (промах), пэндзаль (кисть), рабаваць (грабить), рада (совет), ратаваць (спасать), рахунак (счёт), рыштунак (снаряжение), рэшта (остаток), скіба (ломоть), стальмах (колесник), стасавацца (соответствовать), трапіць (попасть), труна (гроб), файны (хороший), фарба (краска), фіранка (занавеска), футра (мех), цвік (гвоздь), цэгла (кирпич), шалі (весы), шанаваць (уважать), шкода (вред), шпацыр (прогулка), шуфель (совковая лопата), шуфляда (выдвижной ящик), шыба (стекло), шыльда (вывеска), шынка (окорок) и другие.
Немецкие слова проникали в белорусский язык тремя основными путями: путём непосредственного заимствования из немецкого языка; через посредничество польского языка; через посредничество языка идиш. Основная масса слов немецкого происхождения обязана посредничеству польского языка, который начал их заимствовать ещё в XII веке.

### Болгарский
В болгарский язык попали такие немецкие слова, как «бормашина» (от немецкого Bohrmaschine), «ауспух», «выхлопная труба» (от Auspuff), шибидах от Schiebedach и в лыжном спорте — Шус, который аналогичен что английскому «schuss» (от Schussfahrt, «крутой скоростной спуск»).
Немецкое слово Anzug, «костюм», используется в болгарском языке, однако означает «тренировочный костюм».

### Боснийский
Боснийский имеет множество заимствований из немецкого языка: šlager (хит, шлягер от Schlager), šminka (косметика, от Schminke), šnajder (портной, от Schneider), šunka (ветчина, от Schinken) и т. д. На Боснийском языке rikverc означает «задний ход автомобиля», которому лучше всего быть rostfraj, из нержавеющей стали. Немецкие эквиваленты — rückwärts и rostfrei соответственно.-->

### Венгерский
Немецкий лексикон уже оказал влияние на венгерский язык во время брака основателя государства Венгрии, Стефена I с принцессой Баварии Жизель в 996 году. Ранний пример — Герцог (Herzog). Венгерское herceg образовано в результате выравнивания гласных. Это венгерское слово было позже заимствовано для названия местности Hercegovina.
Немецкое духовенство (в немецком: Hofleute), фермеры и мастера лингвистически влияли особенно в 13-м и 18-м столетиях, принося собственную терминологию в Венгрию. Они включают названия должностей: bakter (Wächter, «сторож, начальники поезда»), suszter (Schuster, «сапожник») и sinter (Schinder, «живодёр»), kuncsaft (Kundschaft, «покупатели, клиентура») и majszter (Meister, «мастер»). В арго некоторых профессий большая часть специальных выражений вошла через немецкий язык, например в области плотницких работ: lazur (Lasur, «глазурь»), firnisz (Firnis, «лак»), lakk (Lack, «лак»), smirgli (Schmirgelpapier, «наждачная бумага») и colstok (Zollstock, «дюймовая линейка»).
Слова были также заимствованы во время существования Австро-Венгерской Империи. Это объясняет множество немецких слов, которые используются в Австрии. Например, krampusz (Krampus, «спутник Деда Мороза»), partvis (Bartwisch, «ручная метёлка»), nokedli (Nocken, «клецка»), и ribizli (Ribisel, «красная смородина»). Eszcájg происходит от «Esszeug»(«столовый прибор»). Торговцев подержанными товарами называют handlé («торговец», Händler), fasírt (австрийский faschiert, «рубленное мясо»), knődli (Knödel, «горячие клецки»).
Даже немецкое предложение стало венгерским словом. Vigéc произошло от немецкого приветствия «Wie geht’s ?» (Как дела ?) — венгерское выражение коммивояжёра. Слово spájz (Speisekammer) используется для обозначения кладовой. -->
Венгерская фраза «nem nagy was-ist-das?» («не больше чем это?») — неформальный способ принижения сложности/важности чего-нибудь.
Многие слова венгерского литературного языка, начиная с 19 века, возникли как кальки немецких слов (иногда как вторичные, так как соответствующие немецкие слова были, в свою очередь, кальками из латинского).

### Греческий
Современный греческий язык заимствовал слова gastarbáiter (γκασταρμπάιτερ , на немецком Gastarbeiter) — те, кто провел часть жизни в Германии или Австрии. Он включает такие слова, как bira (μπίρα; из немецкого Bier, «пиво»), snitsel (σνίτσελ; Schnitzel, «шницель») и froilain (φροϊλάιν, от Fräulein, «Барышня, Девушка»), lumben ((λούμπεν) от Lumpenpack, «сброд, чернь»). -->

### Датский
В датском языке немецкое выражение Hab und Gut, «Всё добро, всё имущество», используется в форме habengut, чтобы сказать о вещах, которые носят с собой. Слово было введено в Дании путешествующими подмастерьями, которые брали все вещи с собой. 

### Иврит
Современный иврит включает несколько германизмов, пришедшие через Идиш. В ремесленной сфере: shtecker (в немецком — Stecker, «штекер») и dübel (в немецком — Dübel, «дюбель»), в последнее время произносится «dibel» из-за отсутствия умляута «ü». Подобно как в греческом языке, используется немецкое слово Schnitzel для שניצל , в картах меню часто пишется латиницей, но по правилам орфографии английского языка — shnitzel.
Немецкое слово Strudel (שטרודל) в иврите используется для символа @ в адресах электронной почты (по сходству с формой выпечки).
Еврейским словом для обозначения сиесты, главным образом в Шаббат, используемым во многих религиозных семьях, стало schlafstunde (на немецком буквально «час сна»), хотя неясно, ввели ли его немецкие евреи в Израиле или же оно заимствовано из Германии.
Современные названия месяцев в Израиле соответствуют немецким названиям: Januar, Februar, März, и т. д. Единственное изменение — август, который отличается от немецкого — выраженный (произнесённый) «Ogust», так как дифтонг «au» на иврите неродной.
Сельские гостиницы в мошавах называются в Израиле «цимер», от немецкого «Zimmer» («Комната»).
В современном иврите для обозначения газеты образовали слово iton по образцу немецкого Zeitung, используя et для «времени» (Zeit в немецком языке). -->

### Испанский
Испанский язык некоторых южноамериканских стран включает германизмы, внесённые немецкими иммигрантами, например, в Чили kuchen (пирог) и в Уругвае Frankfurter. Последний, однако, иногда используется для хот-дога — но не как в немецком языке, только для названия сосиски. В Аргентине интересно использование названия Панчо: это — популярное прозвище для Франсиско или Франко, и поэтому также используется для франкфуртских сосисок. Чилийцы произносят kuchen как в немецком языке с [x], а не «kutshen», как было бы при испанском произношении.
В Чили, немецкое слово suche (поиск) (в Чили произносят sutsche вместо немецкого [x]) используется для младшего персонала (садовники, служащие). После того, как немецкие преуспевающие иммигранты приезжали(?), они давали объявления местным жителям о работе, которые часто начинались с немецкого глагола suche в крупном шрифте.
В Мексике слово kermes (от немецкого Kirmes (ярмарка)) используется для благотворительного уличного праздника.

### Итальянский
Иногда лингвистические сообщества заимствуют те же самые выражения у друг друга. Например, razzia — немцы заимствовали слово Razzia («налет, облава») из итальянского, итальянцы используют blitz — от немецкого Blitzkrieg. Un Lager в итальянском языке означает не пиво, как в английском языке, а сокращение от Konzentrationslager.
Немецкие туристы требовали приносить il wurstel в Италии (Würstel — немецкий диалектизм, «сосиски»), и даже il wurstel krauti (немецкое Kraut — сокращение от Sauerkraut (квашеная капуста).

### Китайский
Одно из очень немногих немецких заимствованных слов в китайском языке — Gullydeckel («ливнесток крыши»). Общекитайское выражение «отверстия для дождевой воды», 雨水口, yushuikou, называют guli, 骨沥, в китайском диалекте Циндао (вопреки остальному Китаю). Китайцы узнали о ливневых канализациях для городских сточных вод в немецкой арендованной области Цзяочжоу . Приблизительно 40 заимствованных немецких слов, которые используются в Циндао, включают слово 大嫚, daman , Damen, «леди» с 胶州大嫚, означающим « жительницу Jiaozhou».
Кроме того, Аспирин известен под именем 阿司匹林 (āsīpǐlín).
Название фирм чаще всего переводятся, причём хороший перевод — залог коммерческого успеха. Так Opel в Китае называется как 欧宝 Oubao (= европейское сокровище),Adidas — 愛迪達 Aidida, Puma 彪馬, Metro AG 麦德龙 Maidelong и Коммерческий банк 商业银行 Shangye Yinhang (= «Торговый банк»). У Koenig & Bauer переводится первый слог — 高宝 Gaobao (= высокий + богатство). Bayer по-китайски называется 拜耳 Bai’er（= «приветствовать» + «Ухо»). У Фольксвагена , 大众汽车 Dazhong qiche (= «Тяжеловесная машина»), речет идёт вопреки тексту, но логичному смысловому переводу, по аналогии с китайским обозначением «Веса человека» 众 zhong.

### Корейский
Для того, чтобы стереть последние следы оккупации, в течение Второй мировой войны в Южной Корее большинство японских заимствованных слов удалили из словаря. Но это не коснулось слова 아르바이트 (areubaiteu), оно все ещё используется и в корейском, и в японском языке. Японское アルバイト (arubaito) произошло от немецкого слова Arbeit (работа), но означает студенческую подработку.

### Македонский
В македонском языке значение слова witz — виц аналогично его значению во французском языке.

### Норвежский
Немецкое слово Vorspiel переводится как «прелюдия», также с сексуальным подтекстом, и Nachspiel, переводится как «последствие». Однако в норвежском языке слова vorspiel и nachspiel означают потребление алкогольных напитков прежде или после посещения бара или дискотек. -->

### Нидерландский
Нидерландский язык включает некоторые хорошо усвоенные слова из немецкого, например überhaupt (вообще), sowieso (так или иначе), Fingerspitzengefühl (примерно «чувствительность», буквально «чувство на кончиках пальцев»).

### Польский
Немецкий язык также оказал влияние на польский и другие западно-славянские языки, например, kajuta — от немецкого Kajüte («каюта»), sztorm — от немецкого Sturm («шторм»), burmistrz — от немецкого Bürgermeister (бургомистр), szynka — от немецкого Schinken («ветчина») или handel — от немецкого Handel («торговля»).
В польском языке szlafmyca (от немецкого Schlafmütze) означает ночной колпак, но также используется в переносном смысле — «соня». Szlafrok (в немецком — Schlafrock) — халат.
Польский мастер использует śruba («винт», от немецкого Schraube) и klajster («паста/клей», от немецкого Kleister). Если он не знает название инструмента, он может спросить wihajster (употребляется вместо слова, особенно вместо имени, которое не можешь вспомнить = как бишь его?, из немецкого Wie heißt er?, буквально как это называется?). И получит требуемую вещь:
Podaj mi ten mały wihajster! (Пожалуйста дайте мне маленькую, как там её!)
В fajrant («свободное время после работы, досуг», от немецкого Feierabend) он берёт свои инструменты из baumarket («магазин стройматериалов», от немецкого Baumarkt). На гулянке он может выпить за кого — то bruderszaft (от немецкого Bruderschaft, «братство») и распуститься с rausz (от немецкого Rausch, «опьянение»). -->
Германизмы могут быть не только лексическими, но и грамматическими. Пример этого — специфическая особенность порядка немецких слов, который передался польскому языку: «сын, однако, не пришёл» — Syn ale nie przyszedł. В польском обычный порядок — Ale syn nie przyszedł.

### Португальский
Португальский включает такие немецкие слова, как diesel (дизель) и kitsch (китч).
В бразильский португальский немецкие иммигранты привнесли некоторые немецкие слова. Слово blitz описывает управление транспортными потоками (в немецком Blitz- вспышка, также в разговоре для обозначения управления транспортными потоками мигающим светом.) Кроме того, известны слова malzbier, quark и chopp, последний от Schoppen (в немецком — пинта, в бразильском португальском языке, однако, обозначает бочковое пиво). Кроме того, в Бразилии немецкое Streuselkuchen — cuca, распространённый хлебе в Riogrande стал, через немецкий schmier (жир), chimia. В областях немецких иммигрантов также празднуются oktoberfest и kerb («фестиваль»). Слово chipa произошло от немецкого Schippe (совок).

### Румынский
В румынском немецкие заимствованные слова главным образом используются в названиях изделий ремесла: bormaşină (сверло, в немецком Bohrmaschine), ştecher (штекер, Stecker), şurub (винт, шуруп, Schr[a]ube), şubler (штангенциркуль (с нониусом), Schublehre), şnur (шнур, German Schnur), но и также:
- cartof (картофель) Kartoffel
- chiflă (булочка) Kipfel
- bere (пиво) Bier
- hingher (палач), сакс. Hoenger/немецк. Henker
- şanţ (окоп) Schanze
- şuncă (ветчина) диалект Schunke немецкого Schinken
- şmirghel (наждак) Schmirgel
- şpighel Spiegel(esen)
- şpilhozen (брюки для игры playing trousers) Spielhose
- şpis (копьё) Spiess
- şpiţ (остриё) Spitz
- şplint(шплинт) Splint
- şplit (сплит) Splitt
- şpor (шпора) Sporn
- şpraiţ (подпорка) Spreize -->

### Рунди
В рунди, языке восточноафриканской страны Бурунди, слово для обозначения немцев (прежние колониальные правители) — dagi. Произошло от немецкого приветствия, Tag, сокращение от Guten Tag (буквально, «[я желаю Вам] хорошего дня»).

### Сербский
Выставка в Вене о гастарбайтерах в Австрии проходила под сербским названием gastarbajteri. Особенно энергичного студента называют štreber (нем. Streber- карьерист; честолюбец). Schlag для обозначения сбитых сливок получено из австрийской короткой формы Schlagobers.Сербское слово для обозначения помидоров — Парадајз (paradajs) — произошло от австрийского Paradeiser.

### Словацкий
В 19-м столетии в Австро-Венгрии словацкие ремесленники заимствовали слова из области ремесленного промысла: plech (нем. Blech — металлический лист), drôt (Draht, провод), schuble (Schnublade, ящик), schroubovák (Schraubenzieher, отвертка), и virhank (Vorhang, занавес).

### Словенский
Словенский язык взял немецкие слова главным образом австрийского варианта, например nagelj от Gewürznagel(гвоздика). Однако, krompir пришло из Палантината (Пфальцкняжества) Grumbeer (картофель).

### Суахили
В Восточной Африке доминирует лингва-франка. Суахили заимствовал много слов из арабского и английского языков. Заимствовал также из немецкого Schule, однако используется слово shule для обозначения школы.

### Ток Писин
Креолизованный язык Ток Писин в бывшей немецкой колонии Папуа-Новая Гвинея также заимствовал слова из немецкого языка. Он включает такие слова, как balaistift от нем. Bleistift «карандаш», однако сегодня предпочитают английские выражения. Raus (буквально в немецком языке «Выходи! Проваливай!»). Произошло от raus, rausim означающее «пустой», «отпущенный».
Напоминание о немецких католических миссионерах мирским братьям — слово bruda (от немецкого Bruder, «брат») и prista (от немецкого Priester, «священник»). Пережиток поведения немецких колониалистов — оскорбления, типа rinfi (от немецкого Rindvieh, буквально [рогатый] скот, но используемый также как оскорбление для глупого человека), и saise (от немецкого Scheisse).

### Турецкий
Турецкое слово fertik означает сигнал железной дороги для оповещения готовности отбытия, происхождение слова связано с Багдадской Железной дорогой, которой вначале управлял немецкий персонал. Немецкая команда fertig (готовый)стала турецкой fertik и также означает проводника поезда.
Врачи, обученные в Германии, работали с şivester (от немецкого Schwester), медсестрами. В настоящее время, однако, главным образом используется арабское слово hemşire.
Другие германизмы — Ootoban (от немецкого Autobahn, «автострада»), Sibidak (от немецкого Schiebedach, «раздвижная крыша») и Aysberg (от немецкого Eisberg, «айсберг»).
Немецкое слово Handy для обозначения мобильного телефона (которое похоже на английское слово) также используется в турецком языке вместо родного cep telefonu (карманный телефон).

### Фарси
В Иране выражение «pompe benzin» используется для обозначения бензозаправочной станции (от немецких слов Pumpe (насос) и Benzin (бензин).-->

### Французский
Во французский язык некоторые германизмы пришли из-за событий во Второй мировой войне. Например, такие как witz — «плохая шутка» (в немецком языке Witz — только шутка), и ersatz — «суррогат кофе» (в немецком — Ersatzkaffe). Слово lied (песня), имеющее то же самое значение в английском и французском языках, произошло от немецкого Lied. (В немецком языке выражение Lied относится к любому виду песни, однако для обозначения современной музыки в немецком языке также часто используется англицизм Song.)
Во французском языке слово vasistas означает окно на стеклянной крыше. Слово, вероятно, возникло во время Наполеоновских войн, когда французские солдаты, смотрящие на немецкое окно в крыше, спрашивали: «Was ist das»? (Что это?) Это стало названием для данного вида окон.
Schubladiser — французское выражение для обозначения отсрочивания или откладывания чего-либо. Существительное — schubladisatio (в немецком Schublade — «выдвижной ящик»). Во французском языке в Швейцарии есть некоторые выражения, перешедшие из немецкого языка(в той же Швейцарии), такие как poutzer вместо nettoyer (чистить, в немецком — putzen) или speck вместо сала (бекон, в немецком — Speck).
В немецких и французских пограничных областях множество слов пересекает языковую границу, например, в Лотарингии вместо ça éclabousse, ça spritz используется для обозначения «забрызгивания» — в немецком spritzen «брызгать». Spritz как выражение, обозначающее прессованные бисквиты (в немецком языке Spritzgebäck — маленькие печенья из теста для кекса), известно повсюду во Франции.

### Хорватский
В Австро-Венгрии используются такие типичные австрийско-немецкие слова, paradajz (Paradeiser — «рай», (сорт помидора), дословный перевод rajčica используется чаще), špajza (Speise, еда), knedli (Knödel, клецки), Putar («масло», фактически maslac), ribizli («Ribisel», смородина), šnicla (Шницель, куски или осколки, фактически odrezak), Fijaker (Fiaker, Фиакр (извозчик)), foranga (Vorhänge, «занавески»), herceg (Herzog, «Герцог»), majstor (Meister, «мастер») или tišljar (Tischler, «плотник», фактически postolar).
Точно так же названия типа pleh (Blech, «олово»), cajger (Zeiger, «указатель»), žaga (Säge, «пила»), šalter (Schalter, «выключатель»), šrafciger (Schraubenzieher, «отвертка», фактически odvijač) или curik, или rikverc (Zurück, «назад» или rückwärts «назад», для передачи заднего хода) обычны в Хорватии. Особенно в технических областях нет почти никаких фонетических различий с немецкими словами, и большинство хорватов понимает их без хороших языковых навыков в немецком языке.
Очень редко выражения špajscimer (Speisezimmer, «столовая»), badecimer (Badezimmer, «ванная»), forcimer (Vorzimmer, «зал»), šlafcimer (Schlafzimmer, «спальня») и cimer fraj (Zimmer frei, «свободная комната») используются в разговорном языке, поскольку это более новые заимствования, фигурирующие главным образом в рекламе, предназначенной для немецких туристов.
В разговорной речи часто упоминается vešmašina (Waschmaschine, «стиральная машина» фактически perilica za rublje). Несколько странно использование выражения cušpajz (Zuspeise, гарнир) для вида тушенных овощей.

### Чешский
Чешский язык заимствовал некоторые слова из соседних немецких диалектов (типа hajzl (от Häusl — «домик для туалета». В hřbitov (кладбище), немецкое Friedhof едва распознаваемо.
Немецкие заимствованные слова встречались так часто, что уже Ян Гус в 1412 сильно выступал против их употребления. «Полотенце» — hantuch — от немецкого Handtuch, «передник» — šorc — от Schürze, knedlík — от Knödel _ «фрикаделька», hausknecht — от немецкого Hausknecht — «служащий» и forman — от Fuhrmann — «извозчик». Но Гус не достиг цели. Knedlíky все ещё обслуживают, и в 1631 году школьный реформатор Ян Амос Коменский без проблем перевел библейское выражение «рай» как lusthaus (от немецкого Lusthaus -«дом радости»).
В конце 19-го столетия много чешских мастеров работали в немецкоговорящей области монархии Дуная. Чешский язык опустился до положения языка прислуги и взял много заимствованных слов из этой категории: ermloch (от немецкого Ärmelloch — «отверстия руки»), flikovat (от немецкого flicken — « чинить») и piglovat (от bügeln — «доска для глаженья»).
В семьях немецкий язык был источником ругательств. Вацлав Гавэл использовал слово glajchšaltace (от немецкого Gleichschaltung — «приведение чего-л. к единой форме или системе, к единообразию»), чтобы осудить насильственное выравнивание, и назвал своего коллегу Вацлавом Клауса oberkašpar-ом. (Нем. Нар. Oberkaspar, буквально «мастер Каспер», «клоун мастера»). Он, в свою очередь, назвал Гавэла lump-ом (нем. Lump — «мошенник, плут»). Иногда противники полностью переходят на немецкий язык, чтобы ответить на оскорбления друг друга. Такое оскорбление например может быть Sie blöde Ente — «Вы глупая утка» (в немецком языке название этого животного, однако, обычно не используется как оскорбление).
Другие (иногда используемые в разговорной речи) германизмы в чешском языке:
- haksna: опоры, от австрийского Haxen
- stangla: главная ось велосипеда, от немецкого Stange (прут)
- ksicht: гримаса, от Gesicht (лицо)
- hic: высокая температура, от Hitze
- lochna: отверстие, от Loch
- betla: кровать, от Bett
- cimra: палата, от Zimmer
- flek: пятно, от Fleck
- flastr: клейкий пластырь, от Pflaster
- fusakle: носки, от Fußsocken (ноги на немецком — Fuß, носки на немецком — Socken)
- futro: подача, от Futter
- fuč: от futsch, уведённый, сломанный (разговорный немецкий)
- hercna: сердце, от Herz
- calovat: заплатить, от zahlen
- biflovat: ударение, от büffeln
- durch: через, от durch
- plac: место, от Platz

### Шведский
Шведы используют немецкое слово aber (но) в значении «препятствия» или «возражения». Нувориша называют Gulaschbaron (разговорное выражение в немецком языке, буквально «барон гуляша»).
Как название тайной исследовательской журналистики в стиле Гюнтера Вальрафа используется глагол wallraffa, который является даже частью словаря шведской Академии.

### Эстонский
Между эстонским и немецким языками существуют продолжительные связи. Эстония была завоевана в ливонском крестовом походе немецкими и датскими крестоносцами уже в 13-м столетии. С тех пор в Эстонии обосновались священники, торговцы и мастера из Германии. В результате эстонский язык заимствовал почти одну треть лексики германских языков, главным образом из немецкого языка. Примеры: vein (Wein, вино), klaver (Klavier, пианино), reis (Reise, поездка) и kunst (искусство). Современные заимствования из немецкого: reisibüroo (Reisebüro, туристическое агентство) и kleit (Kleid, платье).

### Японский
Японский язык включает некоторые слова немецкого происхождения, такие какアルバイト (arubaito) из немецкого Arbeit («работа»), однако в японском оно используется для обозначения студенческой подработки. Другие слова, перенесённые в японский язык, связаны с альпинизмом, такие как ヒュッテ (hyutte) -от немецкого Hütte («горная хижина»), ゲレンデ (gerende) — от немецкого «Gelände» («местность»), アイゼン (aizen) — немецкого Eisen (сокращение от Steigeisen — «кошки для альпинистов») , エーデルワイス (ēderuwaisu) Эдельвейс, リュックサック (ryukkusakku) — немецкого Rucksack («рюкзак») и, вероятно, также シュラフ (shurafu) — от немецкого Schlafsack («спальный мешок»). Кроме того, главную горную японскую цепь называют Японскими Альпами.
В течение Второй мировой войны в японской еженедельной кинохронике военные победы немецкого генерал-фельдмаршала Эрвина Роммеля в Африке часто превозносились, таким образом слово rommel стало в японском обозначением победы или успеха. Даже сегодня японские футбольные талисманы называют этим словом. Так как медицинское образование первоначально было под влиянием немецких преподавателей, много немецких медицинских выражений стали частью японского языка. Они включают クランケ (kuranke) — от немецкого Kranke («больной, -ая»), カルテ (karute) — от немецкого Karte («карта для записи течения болезни пациента»), ギプス (gipusu) — от немецкого Gips («ортопедический слепок»), アレルギー (arerugī) — от немецкого Allergie («аллергия»), и ノイローゼ (noirōze) — от немецкого Neurose («невроз»). Даже словоオルガスムス (orugasumusu) — «оргазм» произошло от немецкого слова Orgasmus.
Из типичных немецких выражений для обозначения еды, обычно используемых в японском — квашеная капуста ザワークラウト (sawākurauto, Sauerkraut), виды кекса シュトレン (shutoren, Stollen рождественский кекс) и バウムクーヘン (baumukūhen, Baumkuchen — песочный торт).

## Видоизменения немецких слов иложные друзья переводчика
Иногда у германизмов изменяется значение, по сути являясь «ложным другом» переводчика. Например, по-русски «галстук» — это не шейный платок (буквально по-немецки «Halstuch» — «Hals» — «шея» + «Halstuch» — «платок»), хотя современный немецкий эквивалент «Krawatte» заимствован из французского (от Cravate — «хорват», шейный платок носили хорватские наёмники во Франции) и появился позднее; «парикмахер» (по-немецки буквально: «Perückenmacher») не является мастером по изготовлению париков. Парикмахера действительно называли изготовителем париков, то есть тогда, когда парики были в моде и они так делали. Таким образом, и итальянцы (parrucchiere), и испанцы (peluquero) по-прежнему аналогично называют всех парикмахеров. Немцы в значении «парикмахер» используют заимствование из французского Friseur от friser «завивать».
Точно так же по-японски messer — это не нож, а хирургический скальпель. アルバイト «arubaito», производное от немецкого: Arbeit [«работа»] и сокращено до «baito», но в значении «подработка». リュックサック «ryukkusakku», производное от немецкого «Rucksack»; сокращенно до リュック [«ryukku»].